# Mauritius i olympiska sommarspelen 1996
Mauritius deltog i de olympiska sommarspelen 1996 med en trupp bestående av 26 deltagare, men ingen av landets deltagare erövrade någon medalj.

## Badminton
Herrar
| Idrottare                        | Gren       | 32-delsfinal  | 32-delsfinal | Sextondelsfinal          | Sextondelsfinal  | Åttondelsfinal   | Åttondelsfinal   | Kvartsfinal      | Kvartsfinal      | Semifinal        | Semifinal        | Final            | Final            | Final            |
| Idrottare                        | Gren       | Motståndare   | Poäng        | Motståndare              | Poäng            | Motståndare      | Poäng            | Motståndare      | Poäng            | Motståndare      | Poäng            | Motståndare      | Poäng            | Placering        |
| -------------------------------- | ---------- | ------------- | ------------ | ------------------------ | ---------------- | ---------------- | ---------------- | ---------------- | ---------------- | ---------------- | ---------------- | ---------------- | ---------------- | ---------------- |
| Stephan Beeharry                 | Herrsingel | Machida (JPN) | L 11-15 5-15 | Gick inte vidare         | Gick inte vidare | Gick inte vidare | Gick inte vidare | Gick inte vidare | Gick inte vidare | Gick inte vidare | Gick inte vidare | Gick inte vidare | Gick inte vidare | Gick inte vidare |
| Édouard Clarisse                 | Herrsingel | Liu (TPE)     | L 10-15 2-15 | Gick inte vidare         | Gick inte vidare | Gick inte vidare | Gick inte vidare | Gick inte vidare | Gick inte vidare | Gick inte vidare | Gick inte vidare | Gick inte vidare | Gick inte vidare | Gick inte vidare |
| Stephan Beehary Édouard Clarisse | Herrdubbel | N/A           | N/A          | Blackburn, Staight (AUS) | L 3-15 8-15      | Gick inte vidare | Gick inte vidare | Gick inte vidare | Gick inte vidare | Gick inte vidare | Gick inte vidare | Gick inte vidare | Gick inte vidare | Gick inte vidare |

Damer
| Idrottare                                  | Gren      | 32-delsfinal | 32-delsfinal     | Sextondelsfinal      | Sextondelsfinal  | Åttondelsfinal   | Åttondelsfinal   | Kvartsfinal      | Kvartsfinal      | Semifinal        | Semifinal        | Final            | Final            | Final            |
| Idrottare                                  | Gren      | Motståndare  | Poäng            | Motståndare          | Poäng            | Motståndare      | Poäng            | Motståndare      | Poäng            | Motståndare      | Poäng            | Motståndare      | Poäng            | Placering        |
| ------------------------------------------ | --------- | ------------ | ---------------- | -------------------- | ---------------- | ---------------- | ---------------- | ---------------- | ---------------- | ---------------- | ---------------- | ---------------- | ---------------- | ---------------- |
| Martine de Souza                           | Damsingel | Wibowo (SUI) | L 7-11 11-7 3-11 | Gick inte vidare     | Gick inte vidare | Gick inte vidare | Gick inte vidare | Gick inte vidare | Gick inte vidare | Gick inte vidare | Gick inte vidare | Gick inte vidare | Gick inte vidare | Gick inte vidare |
| Marie-Josephe Jean-Pierre                  | Damsingel | Mizui (JPN)  | L 2-11 1-11      | Gick inte vidare     | Gick inte vidare | Gick inte vidare | Gick inte vidare | Gick inte vidare | Gick inte vidare | Gick inte vidare | Gick inte vidare | Gick inte vidare | Gick inte vidare | Gick inte vidare |
| Martine de Souza Marie-Josephe Jean-Pierre | Damdubbel | N/A          | N/A              | Schmidt, Ubben (GER) | L 1-15 2-15      | Gick inte vidare | Gick inte vidare | Gick inte vidare | Gick inte vidare | Gick inte vidare | Gick inte vidare | Gick inte vidare | Gick inte vidare | Gick inte vidare |

Mixed
| Idrottare                                  | Gren        | 32-delsfinal | 32-delsfinal | Sextondelsfinal           | Sextondelsfinal | Åttondelsfinal   | Åttondelsfinal   | Kvartsfinal      | Kvartsfinal      | Semifinal        | Semifinal        | Final            | Final            | Final            |
| Idrottare                                  | Gren        | Motståndare  | Poäng        | Motståndare               | Poäng           | Motståndare      | Poäng            | Motståndare      | Poäng            | Motståndare      | Poäng            | Motståndare      | Poäng            | Placering        |
| ------------------------------------------ | ----------- | ------------ | ------------ | ------------------------- | --------------- | ---------------- | ---------------- | ---------------- | ---------------- | ---------------- | ---------------- | ---------------- | ---------------- | ---------------- |
| Martine de Souza Stephan Beeharry          | Mixeddubbel | N/A          | N/A          | Kirkegaard, Eriksen (DEN) | L 6-15 8-15     | Gick inte vidare | Gick inte vidare | Gick inte vidare | Gick inte vidare | Gick inte vidare | Gick inte vidare | Gick inte vidare | Gick inte vidare | Gick inte vidare |
| Marie-Josephe Jean-Pierre Édouard Clarisse | Mixeddubbel | N/A          | N/A          | Crabo, Antonsson (SWE)    | L 4-15 12-15    | Gick inte vidare | Gick inte vidare | Gick inte vidare | Gick inte vidare | Gick inte vidare | Gick inte vidare | Gick inte vidare | Gick inte vidare | Gick inte vidare |

## Boxning
| Idrottare     | Gren       | Sextondelsfinal       | Åttondelsfinal       | Kvartsfinal          | Semifinal            | Final                |
| Idrottare     | Gren       | Motståndare Resultat  | Motståndare Resultat | Motståndare Resultat | Motståndare Resultat | Motståndare Resultat |
| ------------- | ---------- | --------------------- | -------------------- | -------------------- | -------------------- | -------------------- |
| Richard Sunee | Flugvikt   | Pakeyev (RUS) L 8-1   | Gick inte vidare     | Gick inte vidare     | Gick inte vidare     | Gick inte vidare     |
| Steve Nariana | Bantamvikt | Nolasco (DOM) L 18-14 | Gick inte vidare     | Gick inte vidare     | Gick inte vidare     | Gick inte vidare     |
| Josian Lebon  | Fjädervikt | Yağlı (TUR) W 9-8     | Chacón (ARG) L 14-9  | Gick inte vidare     | Gick inte vidare     | Gick inte vidare     |

## Friidrott
Bana
| Idrottare                                                         | Gren                            | Heat omgång 1 | Heat omgång 1 | Heat omgång 2    | Heat omgång 2    | Semifinal        | Semifinal        | Final            | Final            |
| Idrottare                                                         | Gren                            | Tid           | Placering     | Tid              | Placering        | Tid              | Placering        | Tid              | Placering        |
| ----------------------------------------------------------------- | ------------------------------- | ------------- | ------------- | ---------------- | ---------------- | ---------------- | ---------------- | ---------------- | ---------------- |
| Barnabé Jolicoeur                                                 | Herrarnas 100 meter             | 10.57         | 64            | Gick inte vidare | Gick inte vidare | Gick inte vidare | Gick inte vidare | Gick inte vidare | Gick inte vidare |
| Ajay Chuttoo                                                      | Herrarnas maraton               | N/A           | N/A           | N/A              | N/A              | N/A              | N/A              | 2:42:07          | 103              |
| Judex Lefou                                                       | Herrarnas 110 meter häck        | 14.69         | 60            | Gick inte vidare | Gick inte vidare | Gick inte vidare | Gick inte vidare | Gick inte vidare | Gick inte vidare |
| Gilbert Hashan                                                    | Herrarnas 400 meter häck        | 49.94         | 31            | N/A              | N/A              | Gick inte vidare | Gick inte vidare | Gick inte vidare | Gick inte vidare |
| Arnaud Casquette Dominique Méyépa Bruno Potanah Barnabé Joliceour | Herrarnas 4 x 100 meter stafett | 40.92         | 28            | N/A              | N/A              | Gick inte vidare | Gick inte vidare | Gick inte vidare | Gick inte vidare |
| Gilbert Hashan Désiré Pierre-Louis Rudy Tirvengadum Eric Milazar  | Herrarnas 4 x 400 meter stafett | 3:08.17       | 22            | N/A              | N/A              | Gick inte vidare | Gick inte vidare | Gick inte vidare | Gick inte vidare |

Fältgrenar
| Idrottare        | Gren               | Kval     | Kval      | Final            | Final            |
| Idrottare        | Gren               | Resultat | Placering | Resultat         | Placering        |
| ---------------- | ------------------ | -------- | --------- | ---------------- | ---------------- |
| Khemraj Naïko    | Herrarnas höjdhopp | 2.20     | 24        | Gick inte vidare | Gick inte vidare |
| Kersley Gardenne | Herrarnas stavhopp | NM       | NM        | Gick inte vidare | Gick inte vidare |

## Judo
Herrar
| Idrottare        | Gren                    | Resultat |
| ---------------- | ----------------------- | -------- |
| Antonio Felicité | Halv tungvikt (-100 kg) | 9        |

Damer
| Idrottare               | Gren                   | Resultat |
| ----------------------- | ---------------------- | -------- |
| Priscilla Cherry        | Mellanvikt (-70 kg)    | 14       |
| Marie Michele St. Louis | Halv tungvikt (-78 kg) | 13       |